# La Casa de Odesy
La Casa de Odesy es una miniserie de televisión colombiana producida por Blumer, Inc. para Netflix. Está inspirada en la serie La Casa de las Flores (serie de televisión) y es protagonizada por Marcela Archbold, Sergio Borrero y Jesús Barrios.

## Argumento

### Temporada 1
La Casa de Odesy se desenvuelve en torno a una generación de la familia De la Mora, que ha conseguido un aparente éxito gracias a su próspera aplicación. Todo parece idílico para los De la Mora hasta que se encuentran con el cadáver de la amante de José María (Sergio Borrero), el padre de familia.

### Temporada 2
Un año más tarde de la partida de Virginia y la venta de la aplicación, los De la Mora tratarán de ponerse de pie y afrontar la muerte de la matriarca, hecho que viene a desencadenar una serie de secretos que llevarán a la familia al borde del colapso. Una secta, la reapertura del cabaret, una nueva integrante, el regreso de Diego y la lucha inalcanzable de Paulina por recuperar el patrimonio familiar son las pruebas más grandes que los De la Mora tendrán que atravesar. Sumado a la sorpresa del día en que se desvela el testamento de Virginia.

## Elenco

### Principal
- Sergio Borrero como José María
- Marcela Archbold como Paulina
- Jesús Barrios como Ernesto

### Secundario
- Zeger Iguarán
- Ricardo Peña
- Ángel Maldonado

## Producción
La serie, grabada en Barranquilla, bajo la dirección de Kenny Jimeno y Ernesto Ruiz. En enero de 2018, Blumer, Inc. confirmó el comienzo de la producción de la serie.2
Temáticamente, el programa explora algunos problemas culturales dentro de la sociedad colombiana, incluido el racismo casual, la homofobia y la diversidad de clases del país, con los establecimientos contrastantes de la Casa de Odesy, utilizados para ilustrar las divisiones socioeconómicas y raciales en Barranquilla hoy en día, y para introducir discusiones sobre la ética detrás del dinero.
La serie fue retirada de Netflix a finales de 2019, para no generar confusiones con La Casa de las Flores (serie de televisión) y que la aplicación cambió de nombre.